# بالسام گروو (کارولینای شمالی)
بالسام گروو (به انگلیسی: Balsam Grove) یک منطقهٔ مسکونی در ایالات متحده آمریکا است که در شهرستان ترانسیلوانیا، کارولینای شمالی واقع شده‌است.